# شهرستان نلیدوفسکی
شهرستان نلیدوفسکی (به لاتین: Nelidovsky District) یک شهرستان در روسیه است که در استان تور واقع شده‌است.